# Evanghelia după Filip
Evanghelia lui Filip este una dintre evangheliile gnostice, un text din apocrifa Noului Testament, datat în jurul secolului al III-lea, dar pierdută în epoca medievală până când un egiptean a redescoperit-o din întâmplare, îngropată într-o peșteră de lângă Nag Hammadi, în 1945.
Textul nu are legătură cu evangheliile canonice și nu este acceptat drept canonic de  biserica creștină. Deși textul poate părea similar cu Evanghelia lui Toma, savanții sunt împărțiți cu privire la faptul că este un discurs unic sau o colecție de scrieri valentiniene.  Sacramentele, în special sacramentul căsătoriei, sunt o temă majoră. La fel ca în celelalte texte gnostice, Evanghelia lui Toma și Evanghelia Mariei, Evanghelia lui Filip apără tradiția care îi oferă Mariei Magdalena o perspectivă specială asupra învățăturii lui Isus, dar nu susține „invențiile din secolul XXI referitoare la Maria Magdalena ca Isus „soția și mama urmașilor săi”. 
Cu toate acestea, romane precum Codul lui Da Vinci al lui Dan Brown au încurajat teoria populară potrivit căreia Isus a fost căsătorit cu Maria Magdalena. Manuscrisul grec antic îl descrie pe Isus drept „koinonos” al Mariei, sau „însoțitor”, care poate implica uneori o relație sexuală.

## Datarea
Titlul Evangheliei apare la sfârșitul manuscrisului copt într-un colofon; singura legătură cu Filip Apostolul din text este că el este singurul apostol menționat (la 73,8). Textul propriu-zis nu pretinde că este de la Filip, deși, în mod similar, cele patru evanghelii ale Noului Testament nu fac nicio pretenție explicită către autor. Evanghelia lui Filip a fost scrisă între 150 d.Hr. și 350 d.Hr., în timp ce Filip însuși a trăit în primul secol, ceea ce face extrem de puțin probabil să fie manuscrisul său. Majoritatea savanților dețin o dată de compunere din secolul al III-lea. 

## Istorie și context
Un singur manuscris al Evangheliei lui Filip, în limba coptiă (CG II), există în Biblioteca Nag Hammadi, un set de documente care inițial a fost depozitat într-un vas de lut și îngropat în deșertul egiptean probabil la sfârșitul secolului al IV-lea. Textul era scris în același mod și cu același vocabular ca evanghelia, mai bine cunoscută, a lui Toma . 
Din amestecul de aforisme, parabole, polemici scurte, dialog narativ, exegeză biblică (în special a Genezei) și propoziții dogmatice, Wesley T. Isenberg, editorul și traducătorul textului, a atribuit șaptesprezece ziceri (logia) lui Isus, caracterizate ca drept citări și interpretări ale celor care se găsesc în evangheliile canonice. Noile zicale,  „identificate prin formula care le introduce („ a spus ”,„ Domnul a spus ”, sau „Mântuitorul a spus”) sunt scurte și enigmatice și sunt cel mai bine interpretate dintr-o perspectivă gnostică.
O mare parte din Evanghelia lui Filip este preocupată de părerile gnostice asupra originii și naturii omenirii și a sacramentelor botezului, uniunii și căsătoriei. Evanghelia subliniază natura sacramentală a îmbrățișării dintre bărbat și femeie în camera nupțială, care este un arhetip de unitate spirituală, care implică natura indisolubilă a căsătoriei.  Multe dintre afirmații sunt identificate gnostice și apar adesea destul de misterioase și enigmatice (acestea sunt din traducerea lui Isenberg 1996). 
Aproape o preocupare obsesivă vizavi de uniunea dintre femeie și bărbat. O anume expresie pare să identifice nivelurile de inițiere în gnosticism, mai exact camera nupțială în gândirea gnostică - este în prezent o problemă de mare dezbatere. O posibilitate este faptul că camera  miresei se referă în mod simbolic la relația de încredere și devoțiune singulară care ar trebui să existe între Dumnezeu (mirele) și omenire (mireasă) - la fel cum relația de căsătorie (dormitor) implică o devotament al soțului și soției unul față de celălalt, care este se așteaptă să excludă toate celelalte părți. Această semnificație simbolică se găsește, de exemplu, în Pilda celor Zece Fecioare (Matei 25:1-13), „Atunci împărăția cerurilor va fi asemănătoare cu zece fecioare, care și-au luat lămpile și au ieșit în întâmpinarea mirelui”. 
Potrivit lui Meyer, este clar că fără Isus, ritualurile și misterele menționate în această Evanghelie nu ar avea context.

## Maria Magdalena

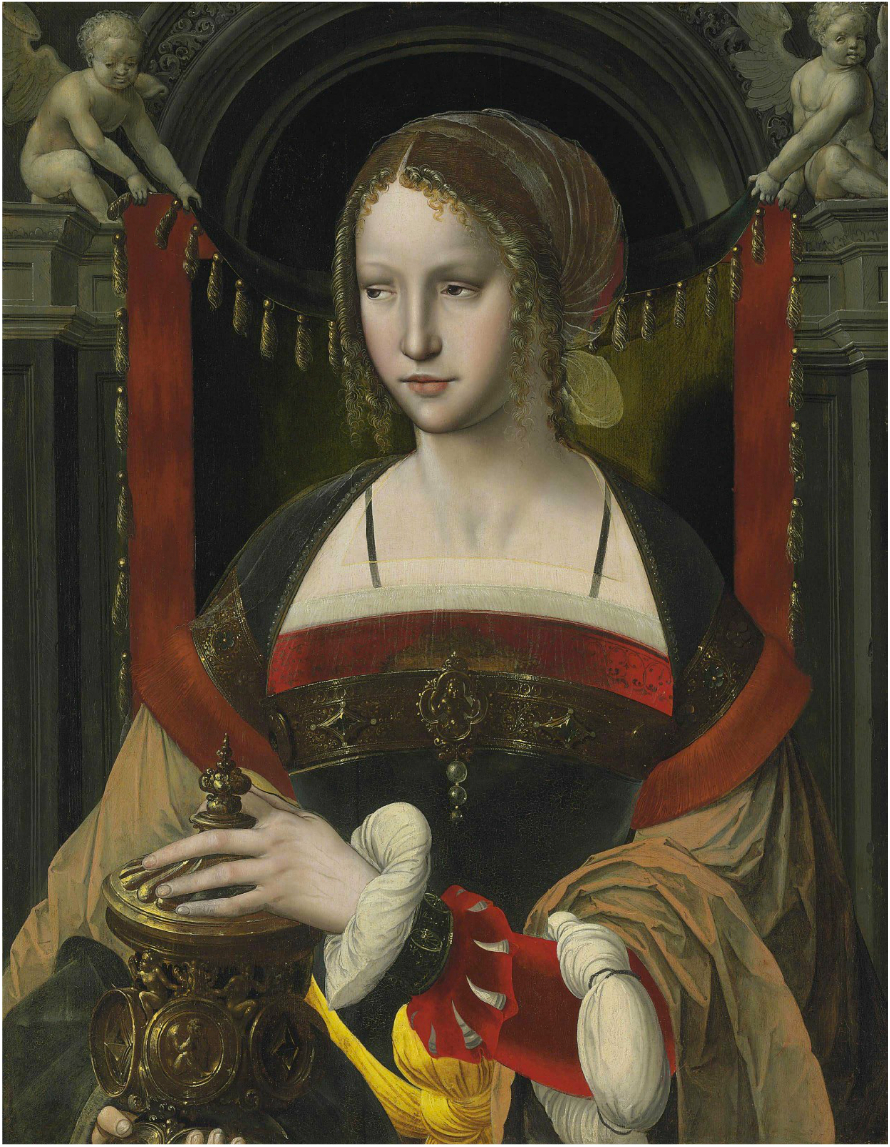
Maria Magdalena

În ciuda lipsei de sprijin din textul disponibil, Evanghelia lui Filip a fost citată pentru teoria că Isus s-a căsătorit cu Maria Magdalena.  O mare parte din Evanghelia lui Filip este dedicată unei discuții despre căsătorie ca un mister sacru (de ne-înțeles), iar două pasaje se referă direct la Maria Magdalena și relația ei strânsă cu Isus. 
„Au fost trei care au umblat mereu cu Domnul: Maria, mama sa și sora ei, și Magdalena, cea care i se spunea companion [s-a păstrat cuvântul din limba en.] lui. Sora lui, mama sa și însoțitorul său erau fiecare Maria” 
În diferite locuri din Evanghelia lui Filip, Maria Magdalena este numită tovarășa, partenerul sau consoarta lui Isus, folosind variante copte ale cuvântului koinônos (κοινωνός),  de origine greacă sau cuvântul hôtre, de origine egipteană.  În acest pasaj este utilizat koinônos . Koinônos are o serie de semnificații posibile: la rădăcină, aceasta denotă o „persoană angajată în părtășie sau împărtășire cu cineva sau cu ceva”, dar ceea ce poate un koinônos „împărtăși” cu partenerul său poate lua multe forme, de la o comună întreprindere sau experiență pentru o afacere comună".  În Biblie, koinônos este uneori folosit pentru a se referi la un soț (Malachi 2:14; vezi 3 Maccabees 4:6), dar este folosit și pentru a se referi la un „însoțitor” în credință (Philemon 17:NASB), coleg în proclamarea Evangheliei (Corintenii II 8:23) sau un asociat de afaceri (Luca 5:10). Evanghelia lui Filip folosește conexe de koinônos și echivalente copte pentru a face referire la împerecherea literală a bărbaților și femeilor în căsătorie și act sexual, dar și metaforic, referindu-se la un parteneriat spiritual și la reunificarea creștinului gnostic cu divinul domeniu.  Și, mai important, în Evanghelia lui Filip există ocazii când cuvântul coptic obișnuit pentru soție este folosit direct în referință la persoane care sunt clar soți, ceea ce sugerează că termenul koinônos este „rezervat pentru o utilizare mai specifică” în Evanghelie a lui Filip. 
Acest pasaj este interesant și pentru menționarea surorii lui Isus (surorile nenumite ale lui Isus sunt menționate în Noul Testament la Matei 6:3), deși textul este confuz în acest punct: ea pare a fi descrisă mai întâi ca sora mamei lui Isus Maria (menționat și în Evanghelia după Ioan, posibil aceeași persoană ca Maria din Clopas), apoi ca sora lui Isus, deși aceasta poate fi o problemă de traducere. 

Celălalt pasaj, care se presupune că se referă la Isus care o sărută pe Maria Magdalena, este incomplet din cauza deteriorării manuscrisului original. Mai multe cuvinte lipsesc. Mai ales este o gaură în manuscris după expresia
„și obișnuia să o sărute [adesea] pe [...]“ 
Dar pasajul pare să-l descrie pe Isus care o sărută, nespecificând în ce loc, pe Magdalena, aparent descrisă ca „stearpă” și „mama îngerilor” la începutul alineatului relevant și folosind o parabolă pentru a explica discipolilor de ce el o iubea mai mult decât îi iubea pe ei. Textul de mai jos e tradus din engleză americană. În textul inițial (en.) era trecut the companion of the.
„Cât despre Înțelepciunea care este numită „stearpă”, ea este mama [îngerilor]. Și companionul [...] Maria Magdalena. [... o iubea] mai mult decât [pe toți] discipolii și obișnuia să o sărute [adesea] pe  [...]. Restul [discipolilor ...] i-au spus: "De ce o iubești mai mult decât pe noi toți?" Mântuitorul a răspuns și le-a spus: "De ce nu vă iubesc ca pe ea? Când un orb și unul care vede sunt amândoi împreună în întuneric, nu sunt diferiți unul de altul. Când vine lumina, atunci cel care vede va vedea lumina, iar cel orb va rămâne în întuneric.“ 

## Finalul Evangheliei
Textul se termină cu o promisiune.
Dacă cineva devine un „fiu al miresei” [en. son of the bridechamber], va primi Lumina. Dacă cineva nu-l primește în timp ce se află în aceste locuri, nu poate să-l primească în celălalt loc. Cel ce primește orice Lumină nu va fi văzut, și nici nu poate fi ținut rapid. Nimeni nu-i va putea face probleme în acest fel, indiferent dacă trăiește în lume sau pleacă din lume. El a primit deja Adevărul în imagini, iar Lumea a devenit Eonul. Căci Eonul există deja pentru el ca Pleroma, și el există în acest fel. I se descoperă singur, întrucât nu este ascuns în întuneric și noapte, ci este ascuns într-o Zi perfectă și într-o Noapte sfântă.

## Probleme referitoare la text
Evanghelia lui Filip este un text care dezvăluie unele legături cu scrierile creștine timpurii ale tradițiilor gnostice. Este o serie de logii sau afirmații aforistice, cele mai multe dintre ele aparent citate și extrase de scrieri pierdute, fără nicio încercare de context narativ. Tema principală privește valoarea sacramentelor. Savanții dezbat dacă limba originală a fost siriaca sau greaca. Wesley W. Isenberg, traducătorul textului, plasează data „poate la sfârșitul celei de-a doua jumătăți a secolului al III-lea” și își pune originea probabilă în Siria datorită trimiterilor sale la cuvintele siriene și la practicile de botez orientale, precum și la perspectiva ascetică. Site-ul online Early Writings Christian îi oferă o dată c. 180-250.  Meyer își dă data ca „secolul II sau III”. 

## Interpretare
Textul a fost interpretat de Isenberg în 1996 ca cateheză sacramentală creștină gnostică. Bentley Layton  a identificat-o ca o antologie valentiniană a extraselor, iar Elaine Pagels și Martha Lee Turner au văzut-o ca având o teologie consistentă și valentiniană.    

## Informații corelate
- Sexualitatea lui Isus din Nazaret